# Keytesville (Missouri)
Keytesville – miasto w stanie Missouri, w hrabstwie Chariton liczy około 500 mieszkańców i jest stolicą hrabstwa. Zajmuje powierzchnię niespełna 2 km².